# マシン・ヘッド
マシン・ヘッド (Machine Head) は、イングランドのロック・バンドのディープ・パープルが1972年に発表したアルバム。

## 解説

### 背景
前作『ファイアボール』は初の全英1位となり、全米でも32位と健闘した。そこで次のアルバムのさらなる成功はレコード会社としても、無論メンバー自身としても強く望むものであった。また、ハードロック色の強い『ディープ・パープル・イン・ロック』に比べ、『ファイアボール』は若干パンチ力に欠ける出来であったことは自他ともに感じられていたため、次作ではよりハードロックかつインパクトの強い作品の完成が望まれた。
『ファイアボール』では、ドラマーのイアン・ペイスがドラム・セットをスタジオの外に持ち出して録音したところ面白い音響効果が得られたため、今回はスタジオを飛び出してレコーディングを行うことを決めていた。

### 経緯
当初の計画は、スイスのモントルーのモントルー・カジノのステージを借りてライヴ形式でレコーディングを行う、というものであった。しかしその直前、ローリング・ストーンズから借りていたモービル・ユニット（移動録音スタジオ）をカジノの前に停めて待機していた1971年12月4日に、フランク・ザッパ率いるザ・マザーズ・オブ・インヴェンションのコンサートで観客の何者かがラタンで覆われた天井に照明弾を撃ち込んだので火災が発生し、建物が全焼してカジノでのレコーディングの計画は頓挫してしまった。
12月6日、カジノの代わりに見つけたPavilionという名前の劇場で、モービル・ユニットを使って制作が始まった。「スモーク・オン・ザ・ウォーター」となる曲がレコーディングされたが、大音響に近隣住民からの苦情が殺到して警察官が戸口まで押し寄せ、彼等は結局出て行かなくてはならなくなった。
しかし市民などの協力によって空きホテルを使用することが可能となり、その廊下でレコーディングを行なうことになった。モービル・ユニットをホテルの入り口に停め、電源コードを窓から垂らし、作業が再開されて12月21日まで続けられた。凍えるような真冬の寒さの中、暗い気分が少しでも明るくなるよう室内灯を赤く塗ったという。

### 内容
火事は厄介なアクシデントであったが、彼等はそれをヒントに歴史に残る「スモーク・オン・ザ・ウォーター」を作り上げた。シンプル且つ力強いギター・リフではじまるこの曲は、不滅のロック・アンセムとなり、プロ・アマを問わず多くのアーティストにカバーされてきた。
アルバムのジャケット・デザインはロジャー・グローヴァーとマネージャーのジョン・コレッタによる。

## 収録曲
1. ハイウェイ・スター - "Highway Star" - 6:05
当該項目参照。
2. メイビー・アイム・ア・レオ - "Maybe I'm a Leo" - 4:51
タイトルの"Leo"はしし座生まれのことであり、8月19日生まれのイアン・ギランが該当した。ライブでは演奏されることが少なく、公式ライブアルバムではDeep Purple in Concert（1972年）、Live at the Olympia 96、Live at Montreux 2011の3枚のみに収録されている。
3. ピクチャーズ・オブ・ホーム - "Pictures of Home" - 5:03
パラノイアとホームシックについて歌ったもの。リッチー・ブラックモアが演奏したがらなかったので、発表当時のツアーでも収録曲の中で唯一演奏されなかった。1993年のツアーの途中にブラックモアが脱退し、ジョー・サトリアーニが急遽代役を務めた時に取り上げられたのをきっかけに、スティーヴ・モーズ加入後は頻回に演奏されるようになり、2005年から2008年にかけてはオープニングで演奏された[6]。
4. ネヴァー・ビフォア - "Never Before" - 3:56
シングルカット曲[7]。滅多に演奏されず、公式ライブ・アルバムではDeep Purple in Concertにしか収録されていない。
5. スモーク・オン・ザ・ウォーター - "Smoke on the Water" - 5:40
当該項目参照。
6. レイジー - "Lazy" - 7:19
本作で最長の曲である。前半はキーボード・ソロとギター・ソロから成るインストゥルメンタルで、後半からボーカルとハーモニカが加わる。ブラックモアは、リフはエリック・クラプトンが取り上げた「ステッピン・アウト」を基礎に作られた、と述べている[8]。『ライヴ・イン・ジャパン』では、イントロダクションのキーボード・ソロにデューク・エリントンのCジャム・ブルース、後半のギターソロにヒューゴ・アルヴェーンのスウェーデン狂詩曲第1番のフレーズが現れる。
7. スペース・トラッキン - "Space Truckin" - 4:31
宇宙旅行について歌ったもの。ライブでは本編の最後に演奏されるのが恒例で、終了後に即興演奏が始まり、デビュー・アルバムに収録された「マンドレイク・ルート」のパートを挟んでギター・ソロとキーボード・ソロが繰り広げられた。20～25分もの長尺となることが多く、第3期では30分を超えることもあり、ブラックモアがギターを叩き壊すことが多かった。1974年のカリフォルニア・ジャムにおけるテレビカメラの破壊と、アンプへの放火、爆発は映像にも残されており有名である。日本では王様が『宇宙のトラック野郎』の題名でカバーしている。
8. ブラインド・マン - "When a Blind Man Cries" - 3:32（ボーナストラック）
オリジナル・アルバムには未収録。シングル「ネヴァー・ビフォア」[7]のB面収録曲。「ピクチャーズ・オブ・ホーム」同様、1993年にブラックモアが脱退するまでは演奏されなかった。サトリアーニが代役を務めた時に取り上げられたのをきっかけに、モーズ加入後から頻回に演奏されるようになった。

## メンバー
- リッチー・ブラックモア - ギター
- イアン・ギラン - ボーカル
- ロジャー・グローヴァー - ベース
- ジョン・ロード - キーボード
- イアン・ペイス - ドラムス

## 評価
ヨーロッパ各国で1位を獲得。アメリカでも最高7位まで上昇し、Top200位以内に118週もランクインされるロングセラーとなった。
本作は彼等の代表作になり、2023年の現在に至るまで、コンサートでは本作の収録曲が必ず演奏され続けている。2004年には、当時の最新アルバム『バナナズ』のツアーとは別に、「ブラインド・マン」を含む全8曲を演奏するツアーが行われた。